# Port Alsworth
Port Alsworth is een plaats (census-designated place) in de Amerikaanse staat Alaska, en valt bestuurlijk gezien onder Lake and Peninsula Borough.

## Demografie
Bij de volkstelling in 2000 werd het aantal inwoners vastgesteld op 104.

## Geografie
Volgens het United States Census Bureau beslaat de plaats een oppervlakte van
59,2 km², waarvan 58,8 km² land en 0,4 km² water.

## Plaatsen in de nabije omgeving
De onderstaande figuur toont nabijgelegen plaatsen in een straal van 72 km rond Port Alsworth.